# Grom (album)
Grom is het tweede album van de Poolse band Behemoth.

## Geschiedenis
Het album verschilt van zijn voorganger door het gebruik van akoestische gitaren en synthesizers naast de traditionele gitaar, basgitaar en drumstel. Tevens wordt het album ook gekenmerkt door de medewerking van zangeressen, naast het traditionele grunten. 
Grom wordt beschouwd als het laatste echte blackmetalalbum van Behemoth. De mengeling van black en deathmetal waar Behemoth bekend om zou worden, zou pas in latere albums tot ontwikkeling komen.
Overigens betekent grom in vele Slavische talen – waaronder het Pools, dat de leden van Behemoth als moedertaal spreken – 'storm'.

## Tracklist
1. Intro
2. The Dark Forest (Cast Me Your Spell)
3. Spellcraft and Heathendom
4. Dragon's Lair (Cosmic Flames and Four Barbaric Seasons)
5. Lasy Pomorza
6. Rising Proudly Towards the Sky
7. Thou Shalt Forever Win
8. Grom